# Криштоф Папп
Криштоф Папп (угор. Papp Kristóf, нар. 14 травня 1993) — угорський футболіст, півзахисник клубу «Пакш». Виступав також за клуби «Вац» та «Дьїрмот». Дворазовий володар Кубка Угорщини.

## Ігрова кар'єра
Криштоф Папп народився 1993 року, та є вихованцем футбольної школи клубу «Вац». У 2009 році Папп розпочав грати в основній команді клубу, в якій виступав до 2013 року, взявши участь у 23 матчах чемпіонату.
У 2013 році футболіст перейшов до складу клубу «Дьїрмот», у якому грав до 2015 року. З 2015 року півзахисник грає у складі клубу «Пакш». У складі команди в сезонах 2023—2024 і 2024—2025 років футболіст став володарем Кубка Угорщини.

## Титули і досягнення
- Володар Кубка Угорщини (2):

«Пакш»: 2023–2024, 2024–2025